# Фредерік Файві Брюс
Фредерік Файві Брюс (12 жовтня 1910, Елгін — 11 вересня 1990, Бакстон) —  з  1959 по 1978 рік був одним з найвпливовіших євангельських вчених другої половини ХХ ст. Його важливість пояснюється тим фактом, що в той час, коли наукове співтовариство дивилося на євангелістів зверхньо, Брюс продемонстрував, що вчений, який дотримується євангельських поглядів, може виконувати гідну наукову роботу. У той же час Брюс переконував євангелістів, що вони не повинні відмовлятися від академічних методів вивчення Біблії, навіть якщо результати можуть відрізнятися від традиційних євангельських поглядів. У результаті його називають «деканом євангельської науки».
Закінчив Коледж Гонвіль і Кай при Кембриджському університеті .

## Виноски
1. 1 2 3  Bibliothèque nationale de France BNF: платформа відкритих даних — 2011.
2. 1 2  SNAC — 2010.
3. 1 2  Catalogue of the Library of the Pontifical University of the Holy Cross
4. 1 2  Deutsche Nationalbibliothek Record #115689826 // Gemeinsame Normdatei — 2012—2016.
5. ↑  CONOR.Sl
6. ↑  https://www.htc.uhi.ac.uk/about-us/history/20th-anniversary/ff-bruce-lecture-detail
7. ↑  F.F. Bruce Archives. C.S. Lewis Institute (амер.). Процитовано 29 грудня 2023.
8. ↑  Grass, 2012.